# Haldi

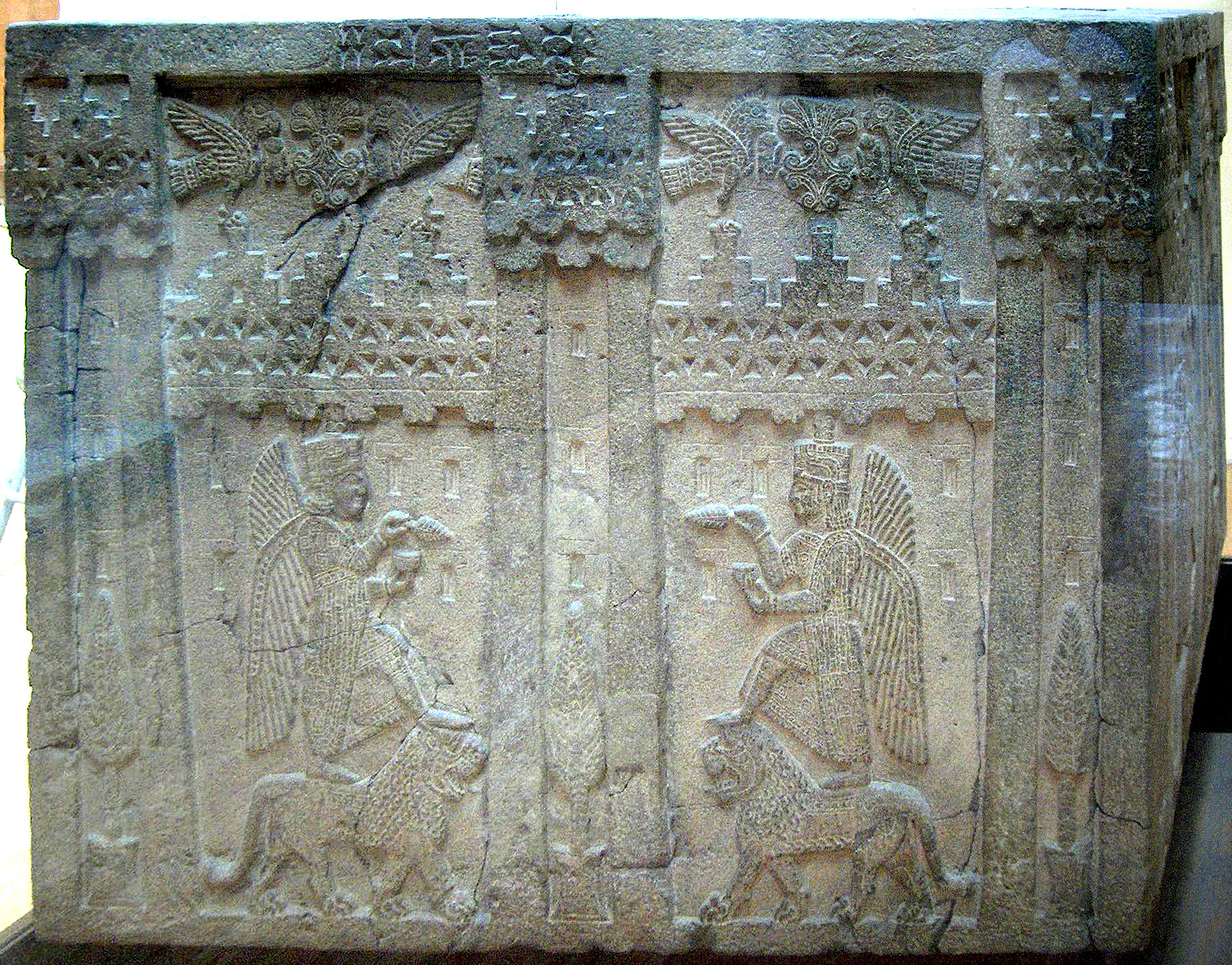
Bas-relief représentant le dieu Haldi sur un lion.

Haldi (ou Khaldi) est le dieu suprême du panthéon urartéen. Probablement dieu de la guerre, il forme une triade avec Teisheba, dieu de l'orage, et Artinis, dieu du soleil. Son épouse est la déesse Arubani ou Bagbarti (it). Les Urartéens le considèrent comme leur ancêtre. Son temple principal est situé dans la ville de Musasir, non loin du lac d'Ourmia ; il est pillé par Sargon II lors de sa huitième campagne en -714, et la statue du dieu emmenée. La stèle de Kaleshin, à l'actuelle frontière de l'Iran et de l'Irak, commémore l'adoption de son culte par le roi Ishpuhini et son fils Menua. De nombreux autres temples lui sont dédiés et sont souvent nommés Portes de Haldi.
Une inscription en écriture cunéiforme mentionne Haldi en interaction avec un roi urartéen dénommé Rusa. L'inscription, observée en 1959, se trouvait sur un pan de mur partiellement immergé dans le lac de Van,.